# Saruhanlı
Saruhanlı là một huyện thuộc tỉnh Manisa, Thổ Nhĩ Kỳ. Huyện có diện tích 839 km² và dân số thời điểm năm 2007 là 58205 người, mật độ 69 người/km².